# Juan María Huerta Muro
Juan María Huerta Muro (Guadalajara, Jalisco, 9 de abril de 1962) es el segundo obispo de Xochimilco, Ciudad de México, en México desde el 11 de febrero de 2025.

## Biografía
Nació el 9 de abril de 1962 en la ciudad de Guadalajara, Jalisco. Es el quinto de ocho hijos de Ansurio Huerta y María Isidra Muro. 
Hizo el noviciado en Orden de los Frailes Menores entre 1981 y 1982. Cursó filosofía en el Seminario Franciscano de Zapopan entre 1982 y 1985, y teología en el Instituto Franciscano de Teología de San Pedro Garza García, Nuevo León, entre 1985 y 1989. Obtuvo la licenciatura en Derecho Civil en la Universidad de Tijuana en 2004. 
El 10 de abril de 1988 emitió sus votos solemnes y fue ordenado sacerdote el 1 de julio de 1989.
Fue ministro provincial de la Provincia del Beato Junípero Serra y vicario episcopal para la vida consagrada en la Arquidiócesis de Tijuana.

## Episcopado

### Prelado de El Salto

Escudo de Juan María Huerta como obispo prelado de El Salto

El 2 de febrero de 2012, Su Santidad Benedicto XVI lo nombró obispo de la prelatura de El Salto, recibiendo la ordenación episcopal el 2 de mayo del mismo año. 

### Obispo de Xochimilco
El 11 de febrero de 2025, Su Santidad Francisco lo nombró obispo de la diócesis de Xochimilco. 